# Sífutás a 2022. évi téli olimpiai játékokon
A 2022. évi téli olimpiai játékokon a sífutás versenyszámait a Kujangsu (Kuyangshu) síközpontban rendezték február 5. és 20. között Csangcsiakou (Zhangjiakou) városában, Kínában. A férfiaknak és a nőknek is 6–6 versenyszámban osztottak érmeket.

## Naptár
Az időpontok helyi idő szerint (UTC+8) és magyar idő szerint (UTC+1) is olvashatóak. A döntők kiemelt háttérrel vannak jelölve.
| Dátum       | Helyi idő | Magyar idő | Versenyszám                              |
| ----------- | --------- | ---------- | ---------------------------------------- |
| február 5.  | 15:45     | 8:45       | női 15 km                                |
| február 6.  | 15:00     | 8:00       | férfi 30 km                              |
| február 8.  | 16:00     | 9:00       | női egyéni sprint                        |
| február 8.  | 16:00     | 9:00       | férfi egyéni sprint                      |
| február 10. | 15:00     | 8:00       | női 10 km (klasszikus stílus)            |
| február 11. | 15:00     | 8:00       | férfi 15 km (klasszikus stílus)          |
| február 12. | 15:30     | 8:30       | női 4 x 5 km váltó                       |
| február 13. | 15:00     | 8:00       | férfi 4 x 10 km váltó                    |
| február 16. | 15:15     | 8:15       | női csapatsprint                         |
| február 16. | 15:15     | 8:15       | férfi csapatsprint                       |
| február 19. | 15:00     | 8:00       | férfi 50 km (tömegrajtos, szabad stílus) |
| február 20. | 11:00     | 4:00       | női 30 km (tömegrajtos, szabad stílus)   |

A férfi 50 kilométeres versenyt a -16 fokos hőmérséklet és az erős szél miatt 30 kilométeren (a pálya kialakítása miatt 28,4 km) rendezték meg. A versenytáv lerövidítése miatt az eredetileg 14:00-ás kezdést egy órával későbbre halasztották

## Éremtáblázat
(Az egyes számoszlopok legmagasabb értéke, vagy értékei vastagítással kiemelve.)
| A 2022. évi téli olimpiai játékok éremtáblázata sífutásban | A 2022. évi téli olimpiai játékok éremtáblázata sífutásban | A 2022. évi téli olimpiai játékok éremtáblázata sífutásban | A 2022. évi téli olimpiai játékok éremtáblázata sífutásban | A 2022. évi téli olimpiai játékok éremtáblázata sífutásban | Olimpia  |
| ---------------------------------------------------------- | ---------------------------------------------------------- | ---------------------------------------------------------- | ---------------------------------------------------------- | ---------------------------------------------------------- | -------- |
|                                                            | Ország                                                     | Arany                                                      | Ezüst                                                      | Bronz                                                      | Összesen |
| 1.                                                         | Norvégia (NOR)                                             | 5                                                          | 1                                                          | 2                                                          | 8        |
| 2.                                                         | Az Orosz Olimpiai Bizottság versenyzői (ROC)               | 4                                                          | 4                                                          | 3                                                          | 11       |
| 3.                                                         | Finnország (FIN)                                           | 1                                                          | 2                                                          | 3                                                          | 6        |
| 4.                                                         | Svédország (SWE)                                           | 1                                                          | 2                                                          | 1                                                          | 4        |
| 5.                                                         | Németország (GER)                                          | 1                                                          | 1                                                          | 0                                                          | 2        |
|                                                            |                                                            |                                                            |                                                            |                                                            |          |
| 6.                                                         | Egyesült Államok (USA)                                     | 0                                                          | 1                                                          | 1                                                          | 1        |
| 7.                                                         | Olaszország (ITA)                                          | 0                                                          | 1                                                          | 0                                                          | 1        |
|                                                            |                                                            |                                                            |                                                            |                                                            |          |
| 8.                                                         | Ausztria (AUT)                                             | 0                                                          | 0                                                          | 1                                                          | 1        |
| 8.                                                         | Franciaország (FRA)                                        | 0                                                          | 0                                                          | 1                                                          | 1        |
|                                                            |                                                            |                                                            |                                                            |                                                            |          |
| Összesen                                                   | Összesen                                                   | 12                                                         | 12                                                         | 12                                                         | 36       |

## Érmesek

### Férfi
| A 2022. évi téli olimpiai játékok érmesei férfi sífutásban | |           |                                                                                             |           |                                                                                            |           |
| Versenyszám                                                | Arany | Arany     | Ezüst                                                                                       | Ezüst     | Bronz                                                                                      | Bronz     |
| 15 km                                                      | Iivo Niskanen · Finnország (FIN)                                                                                                 | 37:54,8   | Alekszandr Bolsunov · Az Orosz Olimpiai Bizottság versenyzői (ROC)                          | 38:18,0   | Johannes Høsflot Klæbo · Norvégia (NOR)                                                    | 38:32,3   |
| 30 km                                                      | Alekszandr Bolsunov · Az Orosz Olimpiai Bizottság versenyzői (ROC)                                                               | 1:16:09,8 | Gyenyisz Szpicov · Az Orosz Olimpiai Bizottság versenyzői (ROC)                             | 1:17:20,8 | Iivo Niskanen · Finnország (FIN)                                                           | 1:18:10,0 |
| 50 km (28,4 km)                                            | Alekszandr Bolsunov · Az Orosz Olimpiai Bizottság versenyzői (ROC)                                                               | 1:11:32,7 | Ivan Jakimuskin · Az Orosz Olimpiai Bizottság versenyzői (ROC)                              | 1:11:38,2 | Simen Hegstad Krüger · Norvégia (NOR)                                                      | 1:11:39,7 |
| Egyéni sprint                                              | Johannes Høsflot Klæbo · Norvégia (NOR)                                                                                          | 2:58,06   | Federico Pellegrino · Olaszország (ITA)                                                     | 2:58,32   | Alekszandr Terentyjev · Az Orosz Olimpiai Bizottság versenyzői (ROC)                       | 2:59,37   |
| Csapatsprint                                               | Norvégia (NOR) · Erik Valnes · Johannes Høsflot Klæbo                                                                            | 19:22,99  | Finnország (FIN) · Iivo Niskanen · Joni Mäki                                                | 19:25,45  | Az Orosz Olimpiai Bizottság versenyzői (ROC) · Alekszandr Bolsunov · Alekszandr Terentyjev | 19:27,28  |
| 4 × 10 km-es váltó                                         | Az Orosz Olimpiai Bizottság versenyzői (ROC) · Alekszej Cservotkin · Alekszandr Bolsunov · Gyenyisz Szpicov · Szergej Usztyjugov | 1:54:50,7 | Norvégia (NOR) · Emil Iversen · Pål Golberg · Hans Christer Holund · Johannes Høsflot Klæbo | 1:55:57,9 | Franciaország (FRA) · Richard Jouve · Hugo Lapalus · Clément Parisse · Maurice Manificat   | 1:56:07,1 |

### Női
| A 2022. évi téli olimpiai játékok érmesei női sífutásban | |           |                                                                                          |           |                                                                                      |           |
| Versenyszám                                              | Arany | Arany     | Ezüst                                                                                    | Ezüst     | Bronz                                                                                | Bronz     |
| 10 km                                                    | Therese Johaug · Norvégia (NOR)                                                                                                | 28:06,3   | Kerttu Niskanen · Finnország (FIN)                                                       | 28:06,7   | Krista Pärmäkoski · Finnország (FIN)                                                 | 28:37,8   |
| 15 km                                                    | Therese Johaug · Norvégia (NOR)                                                                                                | 44:13,7   | Natalja Nyeprjajeva · Az Orosz Olimpiai Bizottság versenyzői (ROC)                       | 44:43,9   | Teresa Stadlober · Ausztria (AUT)                                                    | 44:44,2   |
| 30 km                                                    | Therese Johaug · Norvégia (NOR)                                                                                                | 1:24:54,0 | Jessie Diggins · Egyesült Államok (USA)                                                  | 1:26:37,3 | Kerttu Niskanen · Finnország (FIN)                                                   | 1:27:27,3 |
| Egyéni sprint                                            | Jonna Sundling · Svédország (SWE)                                                                                              | 3:09,68   | Maja Dahlqvist · Svédország (SWE)                                                        | 3:12,56   | Jessie Diggins · Egyesült Államok (USA)                                              | 3:12,84   |
| Csapatsprint                                             | Németország (GER) · Katharina Hennig · Victoria Carl                                                                           | 22:09,85  | Svédország (SWE) · Maja Dahlqvist · Jonna Sundling                                       | 22:10,02  | Az Orosz Olimpiai Bizottság versenyzői (ROC) · Julija Sztupak · Natalja Nyeprjajeva  | 22:10,56  |
| 4 × 5 km-es váltó                                        | Az Orosz Olimpiai Bizottság versenyzői (ROC) · Julija Sztupak · Natalja Nyeprjajeva · Tatyjana Szorina · Veronyika Sztyepanova | 53:41,0   | Németország (GER) · Katherine Sauerbrey · Katharina Hennig · Victoria Carl · Sofie Krehl | 53:59,2   | Svédország (SWE) · Maja Dahlqvist · Ebba Andersson · Frida Karlsson · Jonna Sundling | 54:01,7   |